# Markéta z Anjou
Markéta z Anjou (23. březen 1430, Point-a-Mousson – 25. srpen 1482 Zámek Dampierre) byla anglická královna v letech 1445 až 1471 a vůdčí postava Lancasterů ve válce růží.

## Manželství s Jindřichem VI.
Markéta se narodila 23. března 1430 ve městě Point-a-Mousson v Lotrinském vévodství, ve kterém vládla větev královského rodu Anjou. Byla druhou nejstarší dcerou Reného, vévody z Anjou a Izabely, vévodkyně z Lotrinska. 23. dubna 1445 byla provdána za Jindřicha VI., který byl o osm let starší než ona.
Jindřich se více zajímal o církev a vzdělání než o vojenské záležitosti a nebyl úspěšným králem. Králem se stal v době, kdy mu bylo několik měsíců a jeho činnost byla kontrolována regenty. Když se oženil s Markétou, byl jeho duševní stav nestabilní. Po narození jejich jediného syna Eduarda 13. října 1453 byl zasažen záchvatem duševní nemoci a později byl shledán neschopným vykonávat funkce krále. Jeho otcovství bylo mnohými zpochybňováno, ale vzhledem k útokům proti Eduardovu nástupnictví se dá spíše předpokládat, že byl jeho vlastním potomkem.

## Počátek války růží
Poté, co odešla z Londýna do Greenwiche, starala se o svého syna, dokud nepojala podezření, že Richard, vévoda z Yorku, který byl vážným uchazečem o anglický trůn, nepůsobí proti jejímu manželovi. Richard byl jmenován jeho regentem v době, kdy byl Jindřich ve stavu, kdy nebyl schopen vládnout. Richard byl vlivný šlechtic a Jindřich byl podle něho obklopen neschopnými rádci, kteří podporovali korupci. I když byla Markéta vlivnou osobou u dvora a v politice, mezi lidem oblíbená nebyla.
Markétini spojenci, Edmund Beaufort, vévoda ze Somersetu a Vilém de la Pole, vévoda ze Suffolku, ji přesvědčili, že za její nepopularitu může Richard z Yorku a také, že je příliš vlivným a nebezpečným mužem. Markéta sesadila Richarda z pozice správce Francie, a aby zmenšila jeho vliv, nechala ho jmenovat správcem Irska. Navíc se snažila, aby byl na svých cestách do a z Irska (v letech 1449 a 1450) zabit. Somerset a Suffolk byli obviněni ze ztráty Normandie a vlivní šlechtici naléhali na jejich odvolání a popravu. Richard se tajně vrátil z Irska, pokusil se jednat s Jindřichem, ale byl odmítnut. Brzy nato Jindřich svolal parlament a svolil k provedení některých reforem.
Na jednání parlamentu byli Suffolk i Somerset obviněni nejen ze ztráty Normandie, ale i z toho, že směřovali krále proti Richardovi. Požadavky na reformy byly daleko větší než původní návrhy, Richard byl jmenován prvním kancléřem krále a mluvčí parlamentu, spíše z velkého zápalu pro věc uvedl, že Richard z Yorku by měl být jmenován Jindřichovým nástupcem. V krátké době ale Markéta získala znovu vliv nad Jindřichem, parlament byl rozpuštěn, mluvčí parlamentu byl uvězněn a Richard odjel do Walesu.
Roku 1457 vyvstaly Markétě potíže. Její francouzský spojenec a vlivný generál Pierre de Breze se vylodil v Anglii a vypálil Sandwich. Markéta byla donucena předat na tři roky vládu nad mořem Richardovu spojenci Richardu Nevillovi, který se také stal velitelem Calais. Spory mezi znepřátelenými rody Yorků a Lancasterů směřovaly k ozbrojenému konfliktu.
V květnu 1455 několik měsíců poté co se Jindřich zotavil, nechala Markéta svolat jednání královské rady, z jejíhož jednání byl vyloučen Richard z Yorku. Jednání bylo svoláno za účelem ochrany krále proti nepřátelům. Richard byl připraven na válečný konflikt a vyrazil na jih, aby se utkal s Lancasterským vojskem, které směřovalo na sever. Lancasterové ale v bitvě u St Albans utrpěli porážku, Somerset byl zabit, Wiltshire utekl a král Jindřich se stal Richardovým zajatcem. Markétě se podařilo shromáždit, s podporou králova nevlastního bratra Jaspera Tudora, ve Walesu a na severu země vojsko. Roku 1459 bylo Lancasterské vojsko znovu v bitvě u Blore Heath poraženo.

## Vojenská tažení

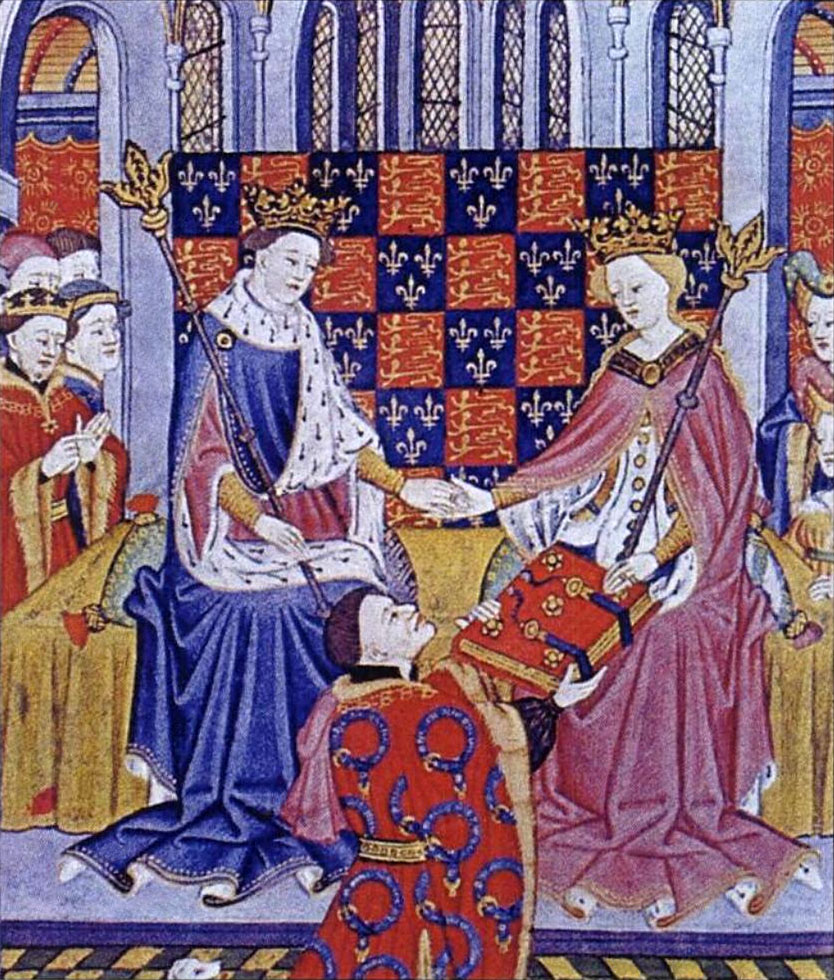
Markéta s manželem

Zatímco se pokoušela sehnat podporu pro své vojenské tažení ve Skotsku, její velitel Jindřich Beaufort dosáhl 30. prosince 1460 vítězství v bitvě u Wakefieldu. V době vánočního příměří zaútočil na družinu Richarda z Yorku a hraběte ze Salisbury. Sám Richard byl v bitvě zabit, jeho druhý nejstarší syn, Edmund, byl zabit při útěku a druhý yorský velitel, hrabě ze Salisbury, byl Lancastery popraven. Markéta sama uspěla v druhé bitvě u St Albans, kde se jejímu vojsku podařilo porazit síly Richarda Nevilla a osvobodit krále Jindřicha. Markétino tažení ovšem dopomohlo její porážce. Skotskou podporu si zajistila příslibem plenění anglických oblastí a tažení jako jediné za celých válek mělo zničující efekt. Zprávy nadsazené Yorkistskou propagandou způsobily strach v Londýně, kterého Richard Neville mistrně využil k získání podpory. Yorkistská frakce podle mnohých historiků vznikla právě v tento moment, kdy se doposud zdráhaví lordi rozhodli podpořit Eduarda IV.
29. března 1461 utrpělo Lancasterské vojsko drtivou porážku v bitvě u Towtonu od Richardova syna Eduarda, který tímto potvrdil sesazení Jindřicha VI. a své jmenování králem místo něho. Markéta chtěla pro svého syna Eduarda získat zpět právo na nástupnictví na anglický trůn, a tak s ním utekla do Walesu a později do Skotska. Podporu pro své tažení hledala u francouzského krále Ludvíka XI. Ten ji přesvědčil, aby se spojila s jejím předchozím nepřítelem Richardem Nevillem, který se nepohodl s Eduardem IV., pro jeho sňatek s Alžbětou z Woodville. Pro potvrzení spojenectví byla Warwickova dcera Anna zasnoubena s Markétiným synem Eduardem. Warwick se vylodil v Anglii a dosadil na krátkou dobu Jindřicha znovu na anglický trůn.
Markéta chtěla Warwicka následovat, ale ten byl Eduardem IV. poražen a zabit 14. dubna 1471 v bitvě u Barnetu. Markéta se s yorským vojskem utkala v bitvě u Tewkesbury, v níž byl její 17letý syn zabit. Markéta sama byla zajata a vězněna na hradu Wallingford a v Toweru, dokud nebyla osvobozena francouzským králem roku 1475. Zemřela 25. srpna 1482 na zámku Dampierre v Anjou a byla pochována v katedrále svatého Mořice v Angers.

## Vývod z předků
|                 |                      |  |                  |                                    |  |  |  |  |  |  |  | Jan II. Francouzský |
|                 |                      |  |                  |                                    |  |  |  |  |  |  |  |                     |
|                 | Ludvík I. z Anjou    |  |                  |                                    |  |  |  |  |  |  |  |                     |
|                 |                      |  |                  |                                    |  |  |  |  |  |  |  |                     |
|                 |                      |  |                  | Jitka Lucemburská                  |  |  |  |  |  |  |  |                     |
|                 |                      |  |                  |                                    |  |  |  |  |  |  |  |                     |
|                 | Ludvík II. Neapolský |  |                  |                                    |  |  |  |  |  |  |  |                     |
|                 |                      |  |                  |                                    |  |  |  |  |  |  |  |                     |
|                 |                      |  |                  | Karel z Blois                      |  |  |  |  |  |  |  |                     |
|                 |                      |  |                  |                                    |  |  |  |  |  |  |  |                     |
|                 | Marie ze Châtillonu  |  |                  |                                    |  |  |  |  |  |  |  |                     |
|                 |                      |  |                  |                                    |  |  |  |  |  |  |  |                     |
|                 |                      |  |                  | Johana Bretaňská                   |  |  |  |  |  |  |  |                     |
|                 |                      |  |                  |                                    |  |  |  |  |  |  |  |                     |
|                 | René I. z Anjou      |  |                  |                                    |  |  |  |  |  |  |  |                     |
|                 |                      |  |                  |                                    |  |  |  |  |  |  |  |                     |
|                 |                      |  |                  | Petr IV. Aragonský                 |  |  |  |  |  |  |  |                     |
|                 |                      |  |                  |                                    |  |  |  |  |  |  |  |                     |
|                 | Jan I. Aragonský     |  |                  |                                    |  |  |  |  |  |  |  |                     |
|                 |                      |  |                  |                                    |  |  |  |  |  |  |  |                     |
|                 |                      |  |                  | Eleonora Sicilská                  |  |  |  |  |  |  |  |                     |
|                 |                      |  |                  |                                    |  |  |  |  |  |  |  |                     |
|                 | Jolanda Aragonská    |  |                  |                                    |  |  |  |  |  |  |  |                     |
|                 |                      |  |                  |                                    |  |  |  |  |  |  |  |                     |
|                 |                      |  |                  | Robert I. Barský                   |  |  |  |  |  |  |  |                     |
|                 |                      |  |                  |                                    |  |  |  |  |  |  |  |                     |
|                 | Jolanda z Baru       |  |                  |                                    |  |  |  |  |  |  |  |                     |
|                 |                      |  |                  |                                    |  |  |  |  |  |  |  |                     |
|                 |                      |  |                  | Marie Francouzská                  |  |  |  |  |  |  |  |                     |
|                 |                      |  |                  |                                    |  |  |  |  |  |  |  |                     |
| Markéta z Anjou |                      |  |                  |                                    |  |  |  |  |  |  |  |                     |
|                 |                      |  |                  |                                    |  |  |  |  |  |  |  |                     |
|                 |                      |  | Rudolf Lotrinský |                                    |  |  |  |  |  |  |  |                     |
|                 |                      |  |                  |                                    |  |  |  |  |  |  |  |                     |
|                 | Jan I. Lotrinský     |  |                  |                                    |  |  |  |  |  |  |  |                     |
|                 |                      |  |                  |                                    |  |  |  |  |  |  |  |                     |
|                 |                      |  |                  | Marie ze Châtillonu                |  |  |  |  |  |  |  |                     |
|                 |                      |  |                  |                                    |  |  |  |  |  |  |  |                     |
|                 | Karel II. Lotrinský  |  |                  |                                    |  |  |  |  |  |  |  |                     |
|                 |                      |  |                  |                                    |  |  |  |  |  |  |  |                     |
|                 |                      |  |                  | Eberhard II. Württemberský         |  |  |  |  |  |  |  |                     |
|                 |                      |  |                  |                                    |  |  |  |  |  |  |  |                     |
|                 | Žofie Württemberská  |  |                  |                                    |  |  |  |  |  |  |  |                     |
|                 |                      |  |                  |                                    |  |  |  |  |  |  |  |                     |
|                 |                      |  |                  | Alžběta z Hennebergu-Schleusingenu |  |  |  |  |  |  |  |                     |
|                 |                      |  |                  |                                    |  |  |  |  |  |  |  |                     |
|                 | Izabela Lotrinská    |  |                  |                                    |  |  |  |  |  |  |  |                     |
|                 |                      |  |                  |                                    |  |  |  |  |  |  |  |                     |
|                 |                      |  |                  | Ruprecht II. Falcký                |  |  |  |  |  |  |  |                     |
|                 |                      |  |                  |                                    |  |  |  |  |  |  |  |                     |
|                 | Ruprecht III. Falcký |  |                  |                                    |  |  |  |  |  |  |  |                     |
|                 |                      |  |                  |                                    |  |  |  |  |  |  |  |                     |
|                 |                      |  |                  | Beatrix Sicilská                   |  |  |  |  |  |  |  |                     |
|                 |                      |  |                  |                                    |  |  |  |  |  |  |  |                     |
|                 | Markéta Falcká       |  |                  |                                    |  |  |  |  |  |  |  |                     |
|                 |                      |  |                  |                                    |  |  |  |  |  |  |  |                     |
|                 |                      |  |                  | Fridrich V. Norimberský            |  |  |  |  |  |  |  |                     |
|                 |                      |  |                  |                                    |  |  |  |  |  |  |  |                     |
|                 | Eliška Norimberská   |  |                  |                                    |  |  |  |  |  |  |  |                     |
|                 |                      |  |                  |                                    |  |  |  |  |  |  |  |                     |
|                 |                      |  |                  | Alžběta Míšeňská                   |  |  |  |  |  |  |  |                     |
|                 |                      |  |                  |                                    |  |  |  |  |  |  |  |                     |